# Sermoise-sur-Loire
Sermoise-sur-Loire is een gemeente in het Franse departement Nièvre (regio Bourgogne-Franche-Comté). De plaats maakt deel uit van het arrondissement Nevers. Sermoise-sur-Loire telde op 1 januari 2022 1.490 inwoners.

## Geografie
De oppervlakte van Sermoise-sur-Loire bedroeg op 1 januari 2022 24,88 vierkante kilometer; de bevolkingsdichtheid was toen 59,9 inwoners per km².

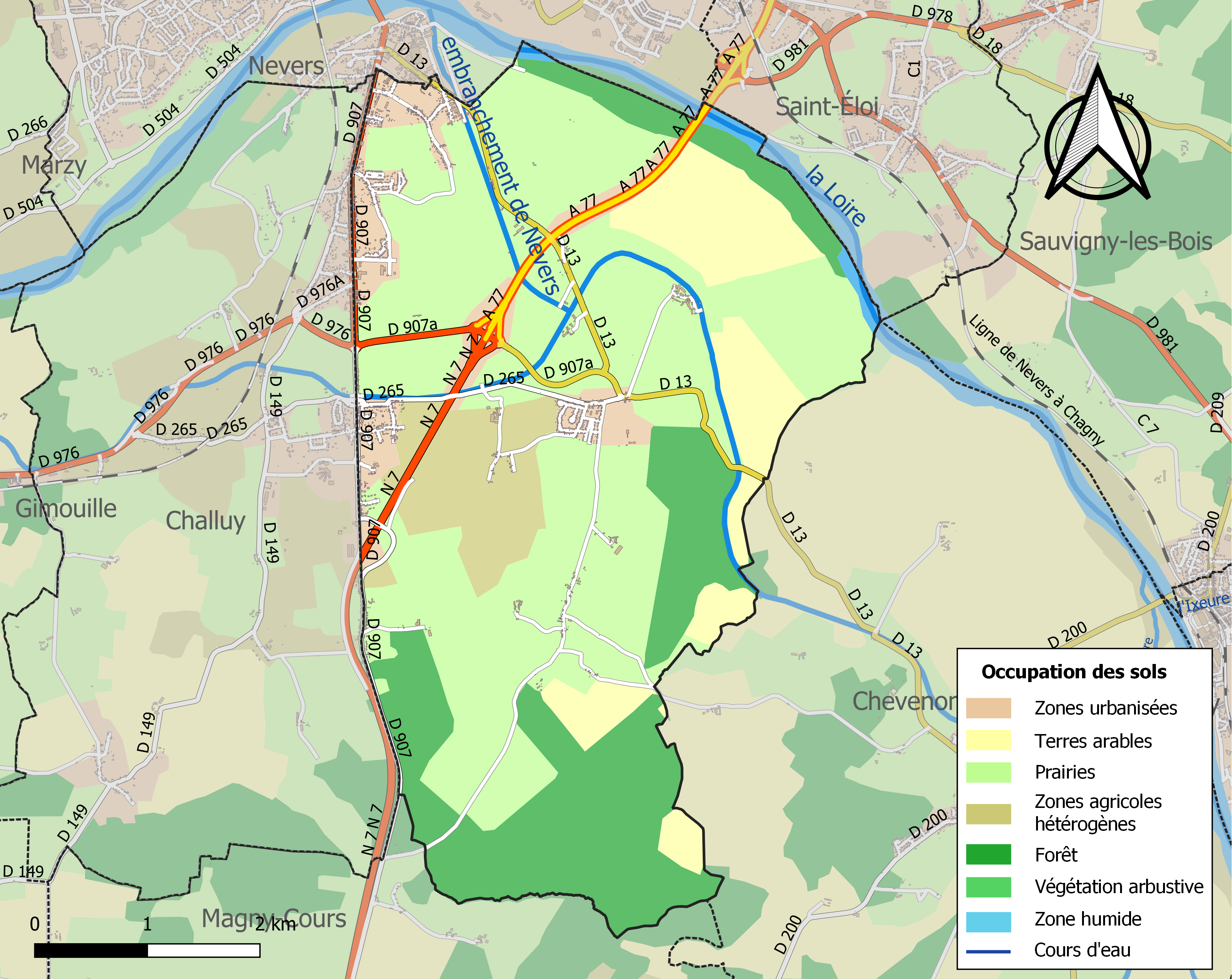
Kaart van de gemeente met de belangrijkste infrastructuur, bodemgebruik en omliggende gemeenten

## Demografie
Onderstaande figuur toont het verloop van het inwonertal (bron: INSEE-tellingen).